# Carlo Villanueva
Carlo Alberto Villanueva Fuentes, noto semplicemente come Carlo Villanueva (Santiago del Cile, 1º luglio 1999), è un calciatore cileno, centrocampista dell'Huachipato.

## Caratteristiche tecniche
È un trequartista.

## Carriera

### Club
Ha giocato nella prima divisione cilena.

### Nazionale
Con la nazionale cilena Under-20 ha preso parte al campionato sudamericano 2019.

## Statistiche
Statistiche aggiornate al 19 gennaio 2019.

### Cronologia presenze e reti in nazionale
| Cronologia completa delle presenze e delle reti in nazionale ― Cile under 20 | Cronologia completa delle presenze e delle reti in nazionale ― Cile under 20 | Cronologia completa delle presenze e delle reti in nazionale ― Cile under 20 | Cronologia completa delle presenze e delle reti in nazionale ― Cile under 20 | Cronologia completa delle presenze e delle reti in nazionale ― Cile under 20 | Cronologia completa delle presenze e delle reti in nazionale ― Cile under 20 | Cronologia completa delle presenze e delle reti in nazionale ― Cile under 20 | Cronologia completa delle presenze e delle reti in nazionale ― Cile under 20 |
| Data                                                                         | Città                                                                        | In casa                                                                      | Risultato                                                                    | Ospiti                                                                       | Competizione                                                                 | Reti                                                                         | Note                                                                         |
| ---------------------------------------------------------------------------- | ---------------------------------------------------------------------------- | ---------------------------------------------------------------------------- | ---------------------------------------------------------------------------- | ---------------------------------------------------------------------------- | ---------------------------------------------------------------------------- | ---------------------------------------------------------------------------- | ---------------------------------------------------------------------------- |
| 17-1-2019                                                                    | Rancagua                                                                     | Cile under 20                                                                | 1 – 1                                                                        | Bolivia under 20                                                             | Sudamericano Sub-20 2019 - 1º turno                                          | -                                                                            | 76’                                                                          |
| 19-1-2019                                                                    | Rancagua                                                                     | Cile under 20                                                                | 1 – 2                                                                        | Venezuela under 20                                                           | Sudamericano Sub-20 2019 - 1º turno                                          | -                                                                            | 78’                                                                          |
| Totale                                                                       |                                                                              | Presenze                                                                     | 2                                                                            |                                                                              | Reti                                                                         | 0                                                                            |                                                                              |

## Palmarès

### Club

#### Competizioni nazionali
- Copa Chile: 2

Colo-Colo: 2019, 2021
- Campionato cileno: 1

Huachipato: 2023